# Fábio Nunes
Fábio Nunes (ur. 15 stycznia 1980) – brazylijski piłkarz występujący na pozycji napastnika.

## Kariera piłkarska
Od 1997 do 2011 roku występował w SC Internacional, Guaraní, Vegalta Sendai, General Caballero, Santa Cruz, Avaí FC, Estrela Amadora, Pandurii Târgu Jiu, SC Beira-Mar, Uberlândia, Chapecoense, Lajeadense i Luverdense.